# Novosselivske
Novosselivske (en ukrainien : Новоселівське) ou Novossiolovskoïe (en russe : Новосёловское ; en tatar de Crimée : Montanay) est une commune urbaine de la république autonome de Crimée, en Ukraine, occupée par la Russie depuis 2014. Novosselivske est administrativement rattachée au raïon de Rozdolné.

## Histoire
De 1930 à 1944, elle est le chef-lieu du raïon national juif de Fraïdorf, puis le raïon est dissout en 1953.

## Galerie

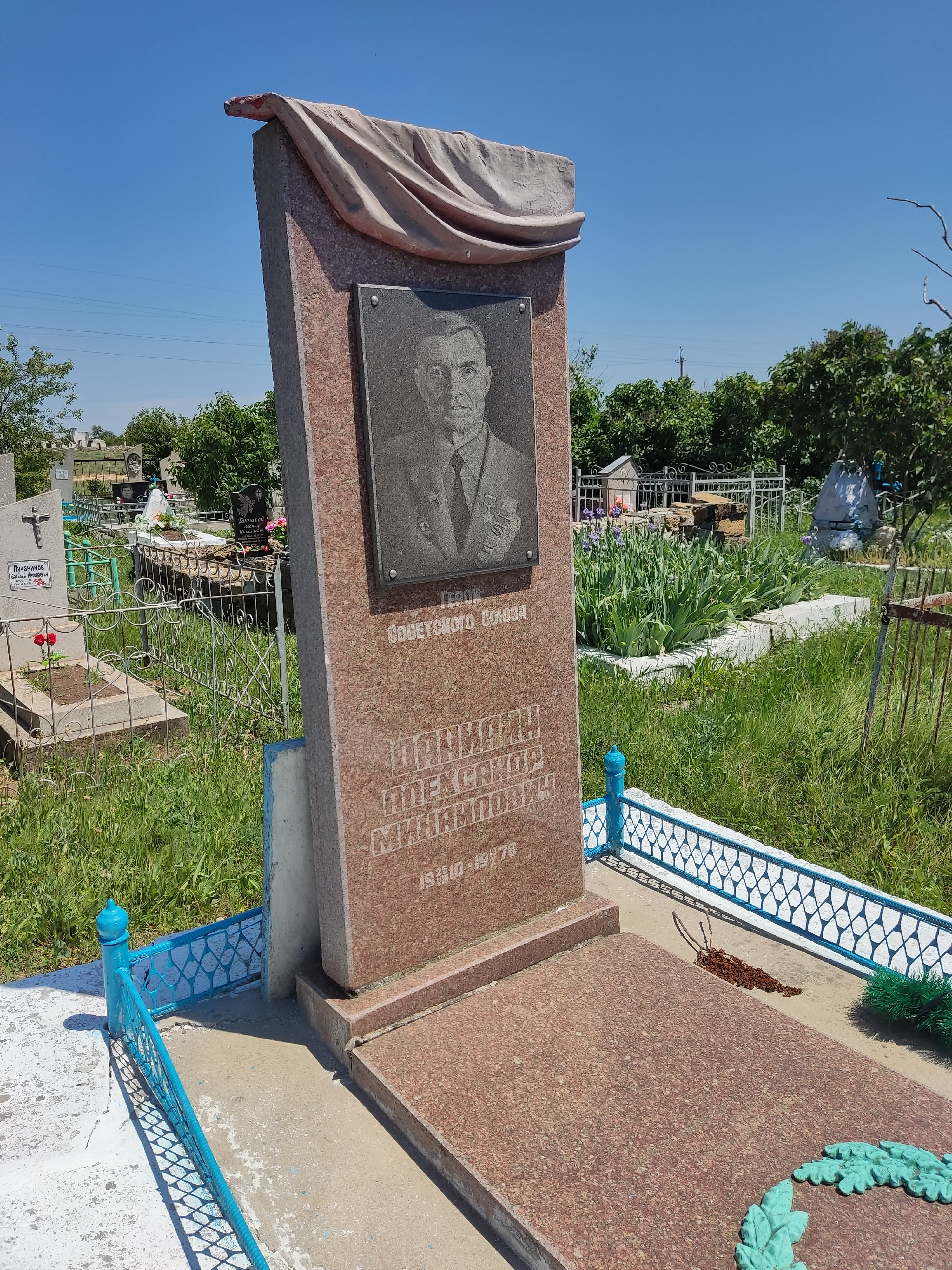
Tombe d'Alexandre Danilin, classée
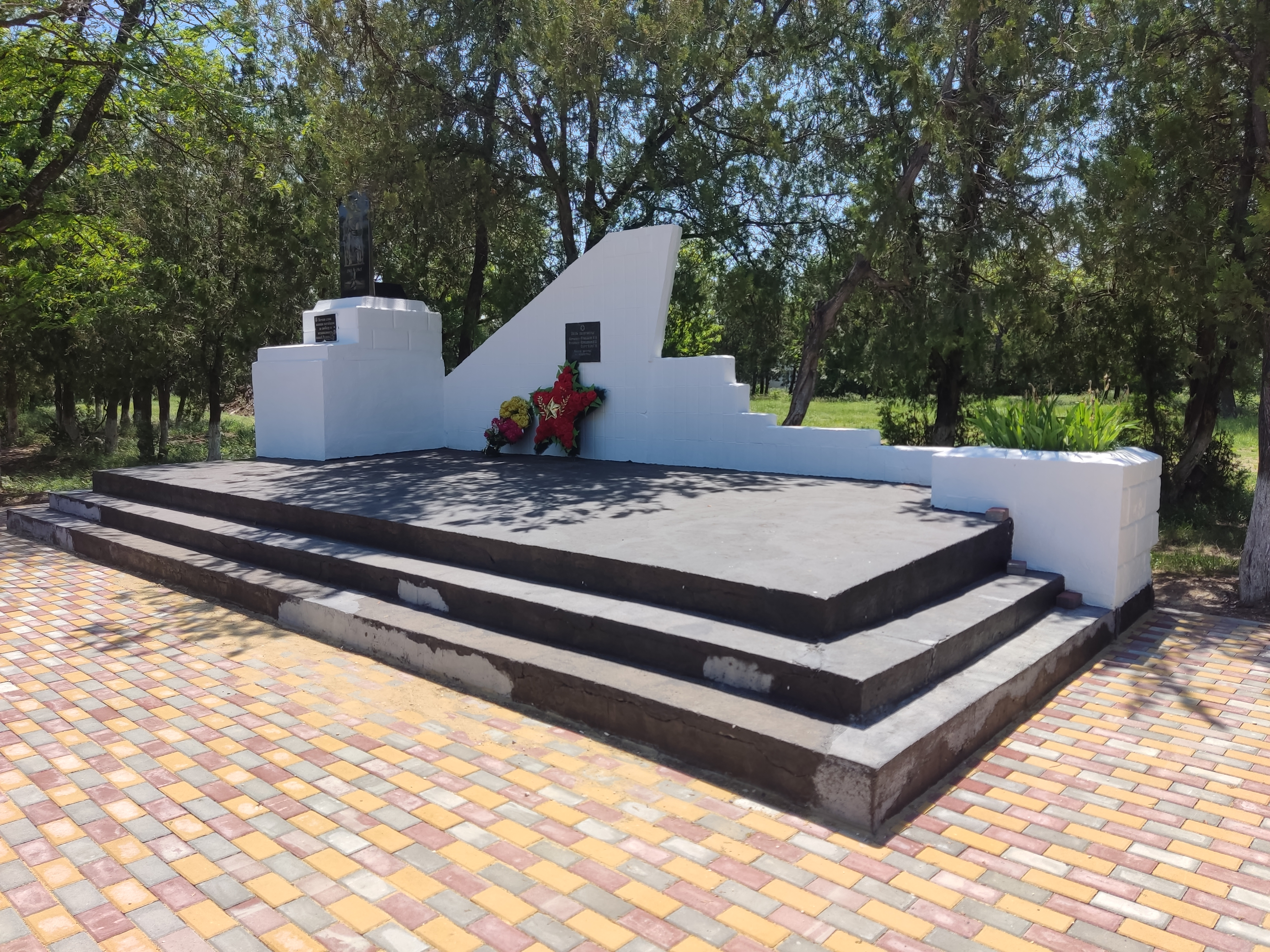
mémorial du parc[1].